# Jarrod Smith
Jarrod Brian Stockley Smith (ur. 20 czerwca 1984 w Havelock North) – nowozelandzki piłkarz występujący na pozycji napastnika. Obecnie pozostaje bez klubu.

## Kariera klubowa
Smith karierę rozpoczynał w rezerwach amerykańskiego Colorado Rapids – Boulder Rapids Reserve. W 2003 roku wstąpił na Uniwersytet Wirginii Zachodniej, gdzie przez trzy lata reprezentował barwy piłkarskiej drużyny uniwersyteckiej – West Virginia Mountaineers. W ciągu czterech sezonów zagrał tam w 74 meczach i zdobył 32 bramki.
W styczniu 2007 został wybrany przez Toronto FC w pierwszej rundzie draftu MLS, ale w sierpniu tego samego roku podpisał kontrakt z amerykańskim Crystal Palace Baltimore. Będąc graczem tego klubu przebywał na wypożyczeniu w nowozelandzkim Hawke’s Bay United. W marcu 2008 roku przeszedł do Toronto FC. W Major League Soccer zadebiutował 13 kwietnia 2008 w wygranym 3:2 pojedynku z Los Angeles Galaxy. W tamtym meczu strzelił także gola. W Toronto spędził cały sezon 2008 w ciągu którego rozegrał 20 ligowych spotkań i zdobył jedną bramkę.
W listopadzie 2008 został wybrany w drafcie przez Seattle Sounders. W tym klubie grał do lipca 2009. Nie zdołał jednak zadebiutować w jego barwach z powodu kontuzji.

## Kariera reprezentacyjna
W reprezentacji Nowej Zelandii zadebiutował 23 lutego 2006 w towarzyskim meczu z Malezją. W 2009 roku powołano go do kadry na Puchar Konfederacji, na którym nie zagrał w żadnym meczu swojej reprezentacji, która odpadła z turnieju po fazie grupowej.
Wraz ze swoją reprezentacją Smith wygrał oceańskie eliminacje do Mistrzostw Świata 2010 i zagra z nią w barażu o awans na mundial.